# St. Peter und Paul (Biberbach)

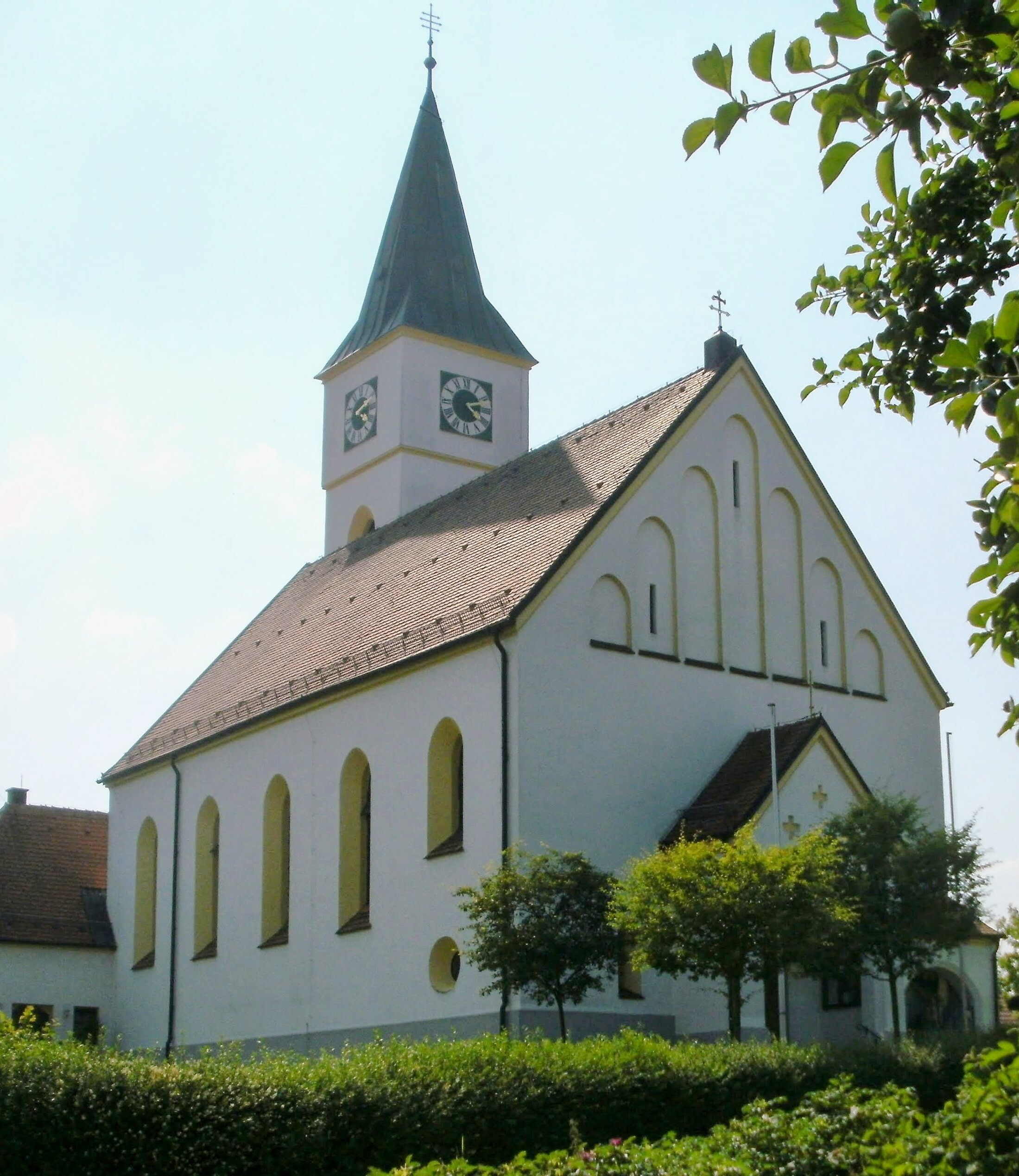
St. Peter und Paul (Biberbach)

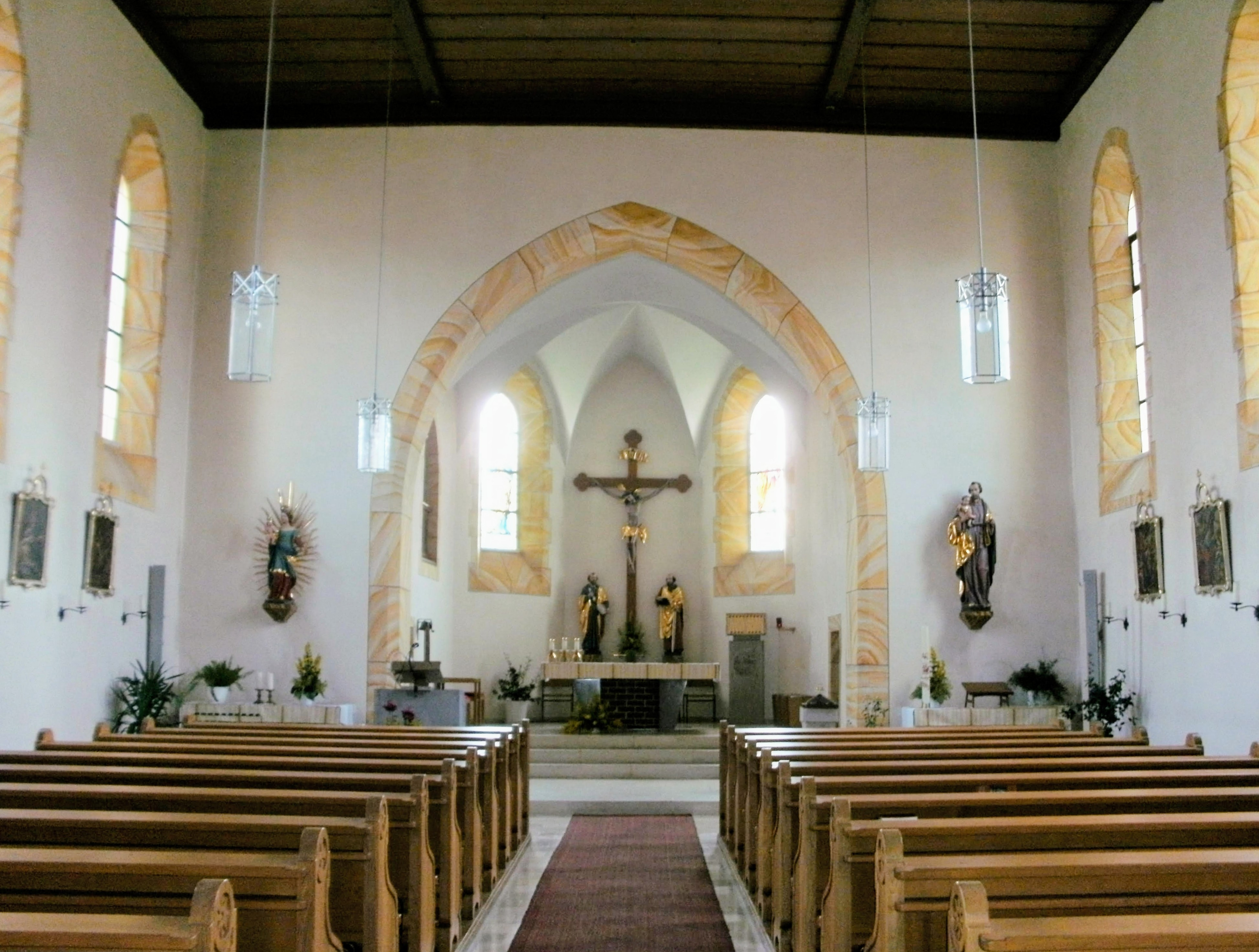
Innenansicht

Die römisch-katholische, denkmalgeschützte Expositurkirche St. Peter und Paul steht in Biberbach, einem Gemeindeteil der Gemeinde Treffelstein im Landkreis Cham in der Oberpfalz von Bayern. Die Kirche gehört zum Dekanat Cham im Bistum Regensburg. Das Bauwerk ist unter der Denkmalnummer D-3-72-165-6 als Baudenkmal in die Bayerische Denkmalliste eingetragen.

## Beschreibung
Die giebelständige, nach Südwesten ausgerichtete, neugotische Saalkirche wurde 1905/06 erbaut und 1998 renoviert. Sie besteht aus einem mit einem Satteldach bedeckten Langhaus, einem eingezogenen, dreiseitig geschlossenen, von gestuften Strebepfeilern gestützten Chor im Südwesten, einem mit einem spitzen Helm bedeckten Chorflankenturm an dessen Nordwestwand und der mit einem Walmdach bedeckten Sakristei an dessen Südwestwand. An der Fassade im Nordosten befindet sich ein Anbau, der ein Vestibül hinter dem Portal beherbergt. Der Giebel darüber ist mit Blenden verziert. 
Von der barock umgestalteten, romanischen Vorgängerkirche wurde ein Teil der Kirchenausstattung übernommen, u. a. das Altarretabel mit der Darstellung der heiligen Peter und Paul.